# 2408 Astapovich
2408 Astapovich је астероид главног астероидног појаса. Приближан пречник астероида је 20,83 ,
а средња удаљеност астероида од Сунца износи 2,635 астрономских јединица (АЈ).
Инклинација (нагиб) орбите у односу на раван еклиптике је 17,694 степени, а орбитални период износи 1563,186 дана (4,279 године). Ексцентрицитет орбите астероида износи 0,244.
Апсолутна магнитуда астероида износи 12,50 а геометријски албедо 0,040.
Астероид је откривен 31. августа 1978. године.